# ارلابرون
ارلابرون (به آلمانی: Erlabrunn) یک شهر در آلمان است که در Würzburg واقع شده‌است.